# Герб Гани

Герб Гани

Герб Гани використовується з 4 березня 1957 року Єлизаветою II.
Герб країни проектував п. Амон Котеї, житель Гани. Герб Гани складений з варязького щита, який ділиться на чотири частини, зеленим геральдичним хрестом, з золотими контурами. В кожній частині щита інший символ:
- У правому верхньому куті — перехрещені посох та церемоніальний меч, на синьому полі. Символізують місцеву адміністрацію.
- У лівому верхньому куті — геральдичний замок на морських хвилях, на синьому полі. Символізує Національний Уряд.
- У правому нижньому куті — дерево какао. Символізує сільськогосподарське багатство країни.
- У правому нижньому куті — будівля копальні (шахти). Символізує мінеральне багатство країни.
- В центрі зеленого геральдичного хреста — Золотий Лев. Символізує безперервний зв'язок між Ганою і добробутом.
- Клейнод — у вигляді чорної п'ятипроменевої зірки, з золотими контурами, яка стоїть на червоно-золотому-зеленому вінку. Символізує полярну зірку Африканської Свободи.
- Щитотримачі — це два золоті орли, в яких на шиях підвішені чорні зірки на стрічках національних кольорів Гани (червоний, золотий, зелений). Означають сильних захисників, що стоять на вахті над країною.
- Девіз: FREEDOM AND JUSTICE (СВОБОДА ТА ПРАВОСУДДЯ), написаний червоними буквами на золотій стрічці, знаходиться під щитом.